# Fleet Rehabilitation and Modernization

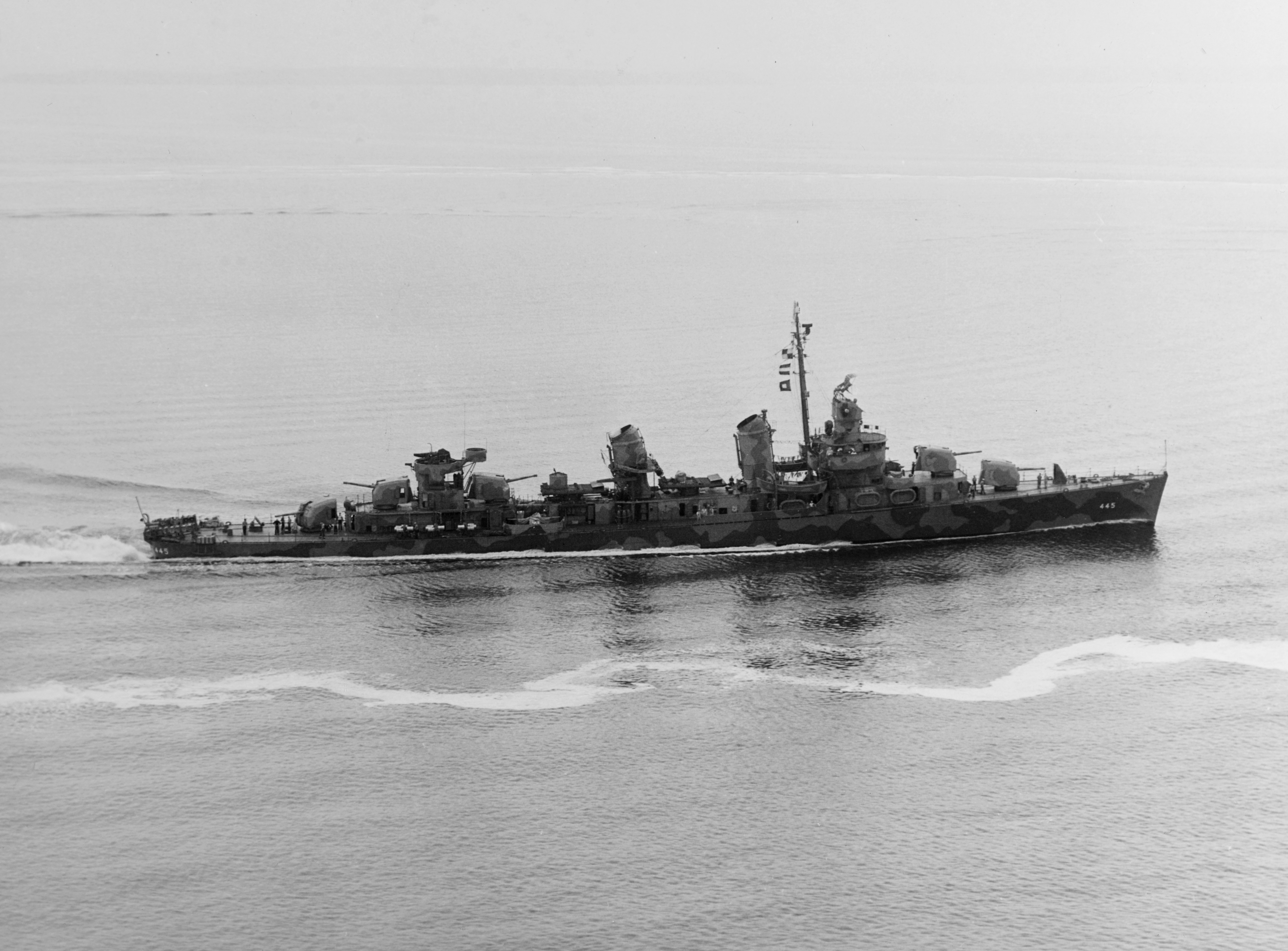
USS „Fletcher” na początku służby w 1942

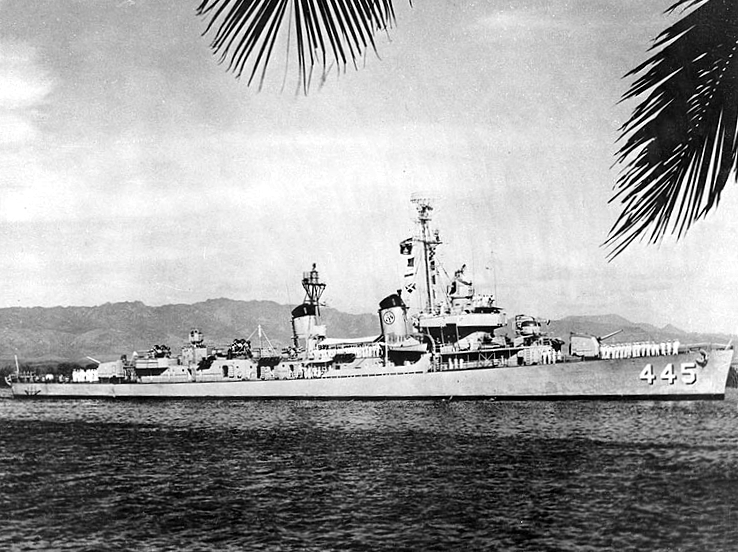
USS „Fletcher” w 1964 po przejściu modernizacji FRAM

Fleet Rehabilitation and Modernization (FRAM, pol. Odnowienie i Modernizacja Floty) - program United States Navy mający na celu przedłużenie czasu służby okrętów z czasów II wojny światowej. Przede wszystkim dotyczył licznej floty niszczycieli, w przypadku których głównym zadaniem była zmiana przeznaczenia niszczycieli z działań przeciw zagrożeniom na powierzchni na działania ZOP.
Program został uruchomiony przez admirała Arleigha Burke’a jako odpowiedź na przewidywania, że do 1957 ZSRR będzie dysponować 300 nowoczesnymi okrętami podwodnymi. US Navy nie mogła wybudować wystarczająco dużo fregat, aby zrównoważyć to zagrożenie, kładąc nacisk na nowe krążowniki i lotniskowce, więc Burke zamiast budować nowe jednostki chciał zmodyfikować istniejącą flotę niszczycieli, które szybko stawały się przestarzałe (m.in. z powodu coraz mniejszego zagrożenia z powietrza i powierzchni wody).
W celu zaopatrzenia okrętów w odpowiednią broń przeciwpodwodną, program FRAM skoncentrował się na dodaniu dwóch nowych systemów broni: wyrzutni rakietotorped RUR-5 ASROC, mających zasięg 1 - 5 mil, oraz helikopterów przeciwpodwodnych DASH, których zasięg wynosił do 35 km.  Oba systemy były wyposażone w nową torpedę kierowaną Mark 44, używaną także przez wyrzutnie torpedowe okrętów. 
Przewidziano trzy różne poziomy modernizacji FRAM:
- I – która zakładała remont generalny kadłub i urządzeń okrętowych mający gwarantować przedłużenie służby o 8 lat, wraz z wymianą lub modernizacją jak największej liczby systemów uzbrojenia,
- II – która zakładała remont generalny kadłub i urządzeń okrętowych mający gwarantować przedłużenie służby o 5 lat, wraz z wymianą lub modernizacją najistotniejszych systemów uzbrojenia,
- III – która zakładała remont średni mający gwarantować przedłużenie służby o 3 lata, wraz z wymianą lub modernizacją wybranych systemów uzbrojenia (ostatecznie z niego zrezygnowano)[1].

Podczas przeróbek na początku lat 50. XX wieku, w ramach FRAM I, niszczyciele typu Fletcher zostały pozbawione drugiej, trzeciej i czwartej wieży 127 mm. Wyrzutnia celownicza Mark 15 Hedgehog zajęła podstawę nr 2 i została połączona z nowym, powiększonym stanowiskiem sonaru. Wszystkie wyrzutnie torped 533 mm zostały usunięte ze śródokręcia i zastąpione przez dwie wyrzutnie zamontowane na pokładzie rufowym. 2 wieże dział 3-calowych zostały umieszczone na rufie - na dachu nadbudówki rufowej. FRAM II zakładał zamianę podstawy moździerza Hedgehog przez wyrzutnię rakiet przeciwpodwodnych Mark 108, dodanie dwóch 18-calowych trzyrurowych wyrzutni torped przeciw okrętom podwodnym Mark 44 oraz usunięcie 3-calowych dział, aby uzyskać miejsce dla hangaru helikoptera DASH i lądowiska.
Niszczyciele należące do typu Gearing zostały całkowicie przebudowane. Wstawiono nowe silniki, dużo większe Centrum Informacji Bojowej i nowe systemy sonarowe i radarowe. Usunięto stanowisko 533 mm wyrzutni torpedowej pomiędzy kominami i zastąpiono je 8-pociskową baterią ASROC. W miejsce tylnego, dwulufowego stanowiska dział 3-calowych wstawiono hangar i pokład lotniczy dla helikopterów. Dodano także dwie nowe potrójne wyrzutnie 18-calowych torped Mk.44 za tylnym kominem. Ta modernizacja miała na celu przedłużenie życia niszczycieli o przynajmniej osiem lat.
Okręty typu Allen M. Sumner przeszły jedynie modyfikację uzbrojenia, a program FRAM nie został zastosowany dla nich wszystkich. Tylny pokład został przerobiony na pokład lotniczy, nowe wyrzutnie torpedowe zostały zamontowane w miejsce starych kalibru 533 mm. Nie zainstalowano rakietotorped ASROC. Okręty typu Allen M. Sumner po przejściu programu miały przedłużony czas służby o pięć lat.
Przeróbkę wszystkich typów w ramach FRAM II rozpoczęto około roku 1959. Niszczyciele przerabiano rotacyjnie, tak aby utrzymać w linii jak najwięcej jednostek. Przeróbki zostały ukończone na początku lat 60.
Spośród najnowszych niszczycieli zbliżonych typów Allen M. Sumner i Gearing, do standardu FRAM I przebudowano 79 jednostek, a do FRAM II 49 jednostek. Do 1974 roku wycofano z US Navy wszystkie jednostki FRAM II, a do 1983 roku FRAM I. 84 niszczyciele tych typów przekazano potem flotom sojuszniczym.
Program oznaczony FRAM II (SCB-144) dotyczył także lotniskowców typu Essex, realizowany w latach 1961–1966 na 11 okrętach, w tym trzech przebudowanych na śmigłowcowce desantowe. Obejmował m.in. instalację sonaru dalekiego zasięgu AN/SQS-23 i centrum informacji bojowej.
W późniejszym okresie termin FRAM stosowany był także do modernizacji okrętów patrolowych (kutrów) typu Hamilton Straży Wybrzeża Stanów Zjednoczonych w latach 1985–92.